# Nuzhat Kacaw
Nuzhat Kacaw (hebr.: נוזהת קצב, arab.: نزهة كتساف, ang.: Nuzhat Katzsab, Nuzhat Katzav, ur. 1 kwietnia 1932 w Bagdadzie, zm. 21 listopada 2022) – izraelska politolog, polityk i działaczka społeczna, w latach 1974–1977 poseł do Knesetu z listy Koalicji Pracy.

## Życiorys
Urodziła się 1 kwietnia 1932 w Bagdadzie, w Królestwie Iraku. W Bagdadzie chodziła do arabskiej szkoły dla dziewcząt. W 1951 wyemigrowała do Izraela podczas operacji „Ezdrasz i Nehemiasz”. Ukończyła politologię i studia bliskowschodnie na Uniwersytecie Hebrajskim w Jerozolimie. W latach 1954–1970 zasiadała we władzach kobiecej organizacji Na’amat, związanej z ruchem syjonizmu socjalistycznego. Była działaczką Histadrutu, w organizacji związkowej zajmowała się prawami konsumentów. Od 1955 była członkinią Partii Robotników Ziemi Izraela (Mapai), przez pewien czas zasiadała w komitecie centralnym partii. W 1970 została dyrektorem izraelskiego urzędu ochrony konsumentów. W latach 1970–1974 kierował Departamentem Kobiet Arabskich i Druzyjskich.
W wyborach parlamentarnych w 1973 dostała się do izraelskiego parlamentu z listy zwycięskiej Koalicji Pracy – po raz pierwszy i jedyny. W ósmym Knesecie zasiadała w dwóch komisjach parlamentarnych – finansów oraz spraw gospodarczych. Straciła miejsce w parlamencie w wyborach w 1977.
W 1978 zasiadła we władzach Histadrutu. Była przewodnicząca stowarzyszenia zajmującego się badaniami i ochroną kultury imigrantów z Iraku. Przewodniczyła także forum organizacji zajmujących się poprawą jakości życia oraz środowiska. Za swoją działalność otrzymała Nagrodę Tolerancji.
Zmarła 21 listopada 2022.

## Publikacje
Opublikowała cztery książki w języku hebrajskim: 
- The Social, Economic and Political Integration of Iraqi Immigrants (1953)
- Girls at Risk (1972)
- Quality of Life and Social Planning in the Consumer Age (1977)
- The Extent Women Participate in Politics in Israel (1980).